# Taesŏng
Taesŏng (kor. 대성구역, Taesŏng-guyŏk) – jedna z 19 dzielnic stolicy Korei Północnej, Pjongjangu. Znajduje się w północno-wschodniej części miasta. W 2008 roku liczyła 115 739 mieszkańców. Składa się z 15 osiedli (kor. dong). Graniczy z dzielnicami Samsŏk i Sŭngho od wschodu, Moranbong od zachodu, Sadong od południa oraz Ryongsŏng od północy.

## Historia
We wrześniu 1946 roku tereny dzielnicy stanowiły część dzielnicy zachodniej (kor. 서구, Sŏ-gu) Pjongjangu. W czerwcu 1958 roku z części (kor. 서구) wydzielono teren ustanawiający do dziś dzielnicę Taesŏng.

## Podział administracyjny dzielnicy
W skład dzielnicy wchodzą następujące jednostki administracyjne:
| Nazwa jednostki administracyjnej | Rodzaj jednostki administracyjnej | Chosŏn'gŭl | Hancha  |
| -------------------------------- | --------------------------------- | ---------- | ------- |
| Taesŏng-dong                     | osiedle                           | 대성동     | 大城洞  |
| Anhak-dong                       | osiedle                           | 안학동     | 安鶴洞  |
| Kammun-dong                      | osiedle                           | 갑문동     | 閘門洞  |
| Rimhŭng-dong                     | osiedle                           | 림흥동     | 林興洞  |
| Gosan-dong                       | osiedle                           | 고산동     | 高山洞  |
| Ryongnam-dong                    | osiedle                           | 룡남동     | 龍南洞  |
| Ch'ŏng'am-dong                   | osiedle                           | 청암동     | 淸岩洞  |
| Misan-1-dong                     | osiedle                           | 미산1동    | 嵋山1洞 |
| Misan-2-dong                     | osiedle                           | 미산2동    | 嵋山2洞 |
| Miam-dong                        | osiedle                           | 미암동     | 嵋岩洞  |
| Ryongbuk-dong                    | osiedle                           | 룡북동     | 龍北洞  |
| Ryonghŭng-1-dong                 | osiedle                           | 룡흥1동    | 龍興1洞 |
| Ryonghŭng-2-dong                 | osiedle                           | 룡흥2동    | 龍興2洞 |
| Ryonghŭng-3-dong                 | osiedle                           | 룡흥3동    | 龍興3洞 |
| Ch'ŏngho-dong                    | osiedle                           | 청호동     | 淸湖洞  |

## Ważne miejsca na terenie dzielnicy
- Mauzoleum Kim Ir Sena oraz Kim Dzong Ila – Pałac Kŭmsusan
- Uniwersytet im. Kim Ir Sena (Kampus Główny)
- ZOO w Pjongjangu
- Siedziba Koreańskiej Centralnej Telewizji